# SN 1976J
SN 1976J – supernowa typu Ia* odkryta 15 grudnia 1976 roku w galaktyce NGC 977. Jej maksymalna jasność wynosiła 14,28m.